# Berta Zuckerkandlová
Berta Zuckerkandl-Szeps (13. dubna 1864 Vídeň – 16. října 1945 Paříž) byla rakouská spisovatelka, žurnalistka a kritička.

## Život
Berta Szepsová vyrostla ve Vídni v rodině rakouského novináře Mortize Szepse a jeho ženy Amelie. Provdala se za rakouského anatoma a antropologa Emila Zuckerkandla. Díky své sestře byla sešvagřena s francouzským prezidentem Georgesem Clemenceauem.
Berta Zuckerkandlová byla významnou činitelkou vídeňského kulturního života. Od konce 19. století až do roku 1938 vedla přední literární a umělecký salón, nejprve v Nusswaldgasse v Döblingu, později ve Oppolzergasse. V jejím salónu se stýkali přední duchové rakouské kultury, např. Gustav Klimt, Arthur Schnitzler, Otto Wagner, Max Reinhardt nebo Gustav Mahler, který se právě u ní setkal v roce 1901 se svou budoucí ženou Almou Mahlerovou. Díky této společnosti se živě zajímala o vídeňskou uměleckou modernu.
Napsala několik publikací, byla angažovanou novinářkou (přispívala do Wiener Allgemeinen Zeitung) a také překládala divadelní hry z francouzštiny, neboť byla velkou obdivovatelkou francouzské kultury.
V roce 1938 emigrovala do Paříže, později do Alžíru. Zemřela v Paříži v roce 1945.

## Dílo
- Die Pflege der Kunst in Österreich 1848-1898. Dekorative Kunst und Kunstgewerbe, 1900.
- Zeitkunst Wien 1901-1907, 1908.
- Ich erlebte 50 Jahre Weltgeschichte, 1939.
- Clemenceau tel que je l'ai connu, 1944.